# Brita Ek
Andrea Bernhardina Birgitta (Brita) Ek, född Edlund 8 maj 1898 i Gävle, död 9 juni 1980 i Tynnered, Göteborg, var en svensk konstnär.
Brita Ek var dotter till maskinisten Anders Petter Edlund och Jenny Sandberg samt från 1922 gift med kyrkoherden i Rimbo Johan Titus Emanuel Ek.
Hon var examinerad folkskollärare, studerade materialkunskap och temperamålning vid Konstakademien 1938 och företog en rad studieresor till södra Europa. Hon medverkade i utställningar med Uppsala konstförening; separat ställde hon ut i bland annat Kalmar och Uppsala. Sommartid var hon bosatt i Karlevi, Vickleby socken på Öland och har utfört en rad landskapsmotiv från trakten. Hon var också verksam som porträttmålare, bland porträtten märks ett av ärkebiskop Erling Eidem. Ek är representerad vid bland annat Kalmar konstmuseum.